# Le Temps des colonies
Singles de Michel Sardou
La Vieille
(1976) Dix ans plus tôt
(1977)
Pistes de La Vieille
Je vais t'aimer Un roi barbare
Le Temps des colonies est une chanson de Michel Sardou parue en 1976 sur l'album La Vieille et sortie en single la même année. Elle est écrite en collaboration avec Pierre Delanoë et composée par Jacques Revaux,.

## Contenu de la chanson
La chanson prend la forme du récit, par un ancien colon européen (probablement membre des troupes coloniales françaises comme semble l'indiquer la mention du « képi » dans les paroles), de sa vie dans l'Afrique coloniale française.
En effet, de nombreux marqueurs de la colonisation française en Afrique sont évoqués : Dakar, Conakry, Bamako, l'AOF, les tirailleurs sénégalais, Colomb-Béchar, Tombouctou, le Niger, l'Oubangui.
Les couplets sont adressés à un inconnu appelé « Monsieur », tandis que le refrain est adressé à « Bwana », interpellé par le chœur : « On pense encore à toi, ô Bwana / Dis-nous ce que t'as pas, on en a ».

## Réception

### Controverses
La chanson est considérée comme l’une des plus controversées de Michel Sardou.
Les critiques portent sur le fait qu’elle exalterait le passé colonial français, la mention du « temps béni des colonies » ponctuant chaque couplet à deux reprises.
De même, il a été reproché à Michel Sardou d’y tenir des propos racistes et xénophobes (« Autrefois à Colomb-Béchar / J’avais plein de serviteurs noirs / Et quatre filles dans mon lit / Au temps béni des colonies »).
Le chanteur s’est toujours défendu de ces accusations, considérant qu’il faut distinguer ses propres opinions de celles des personnages qu’il incarne dans ses chansons (ici, un nostalgique de la France coloniale). En 1989, il rapproche sa démarche de celle d'un comédien et affirme que la réception de sa chanson a fait l'objet d'un malentendu :

« Le ciel m'est tombé sur la tête. Je croyais camper un de ces personnages de bistrot qui racontent toute leur vie la bataille d'Indochine. J'ai en partie échoué. Certains journalistes ont compris l'opposé : je sublimais les années coloniales ! J'incitais à la haine raciale ! J'aime chanter à la première personne. J'entre ainsi dans un rôle comme le ferait un comédien. L'engagement est joué. La scène n'est pas un lieu où je me confesse. Le malentendu vient toujours de ceux qui n'écoutent pas. On leur dit : « Sardou chante les colonies, c'est honteux ! » Alors c'est un scandale ! »

Il renouvelle cette explication en 2017, sur le plateau de Quotidien : « Je ne suis pas plus fasciste que je suis humaniste ou colonialiste. Je suis moi, je suis un comédien »,.
Au vu des polémiques causées par la chanson lors de sa parution, la majorité des 400 000 disques initialement produits par Tréma ont été finalement détruits par le label.